# Si j'étais un espion
Si j'étais un espion è un film del 1967 diretto da Bertrand Blier.